# 白松がモナカ

中型/12個入り詰合せ

白松がモナカ（しろまつがモナカ、しらまつがモナカ）とは、宮城県仙台市青葉区に所在する株式会社白松がモナカ本舗が製造販売している最中の商標である。
「全国銘菓」の看板を掲げていることで有名だが、宮城県内では「宮城県銘菓」として広く浸透している。また、北海道でも知られており、道内では北海道銘菓として扱われることもある。
読みに関しては創業者一族の名字から「しろまつ」が正しいとも言われるが、ラジオCMでは「しらまつ」と言われており、どちらでも良いとされている。

## 白松がモナカ
円形ながら上から見て下部に当たる部分は平らにされており、皮種には「超特」「白松」の文字や、店舗の意匠などが刻み込められている。
餡の種類は栗・大納言・胡麻・大福豆の4種類があり、最中の大きさもミニから大型までの4種類が揃えられている。
2020年、仙台市出身の囲碁棋士一力遼が碁聖のタイトルを獲得したことを記念して、碁石をイメージした「「白松が囲碁」よろしく」を発売した。宮城県内で対局が行われる際におやつとして選ばれることがある。

## CMソング
- 「白松が最中」[4]
作詞:株式会社電通仙台支社スタッフ[5]、作曲:はやし・こば、歌:岡田恭子[6]